# 율리 킴

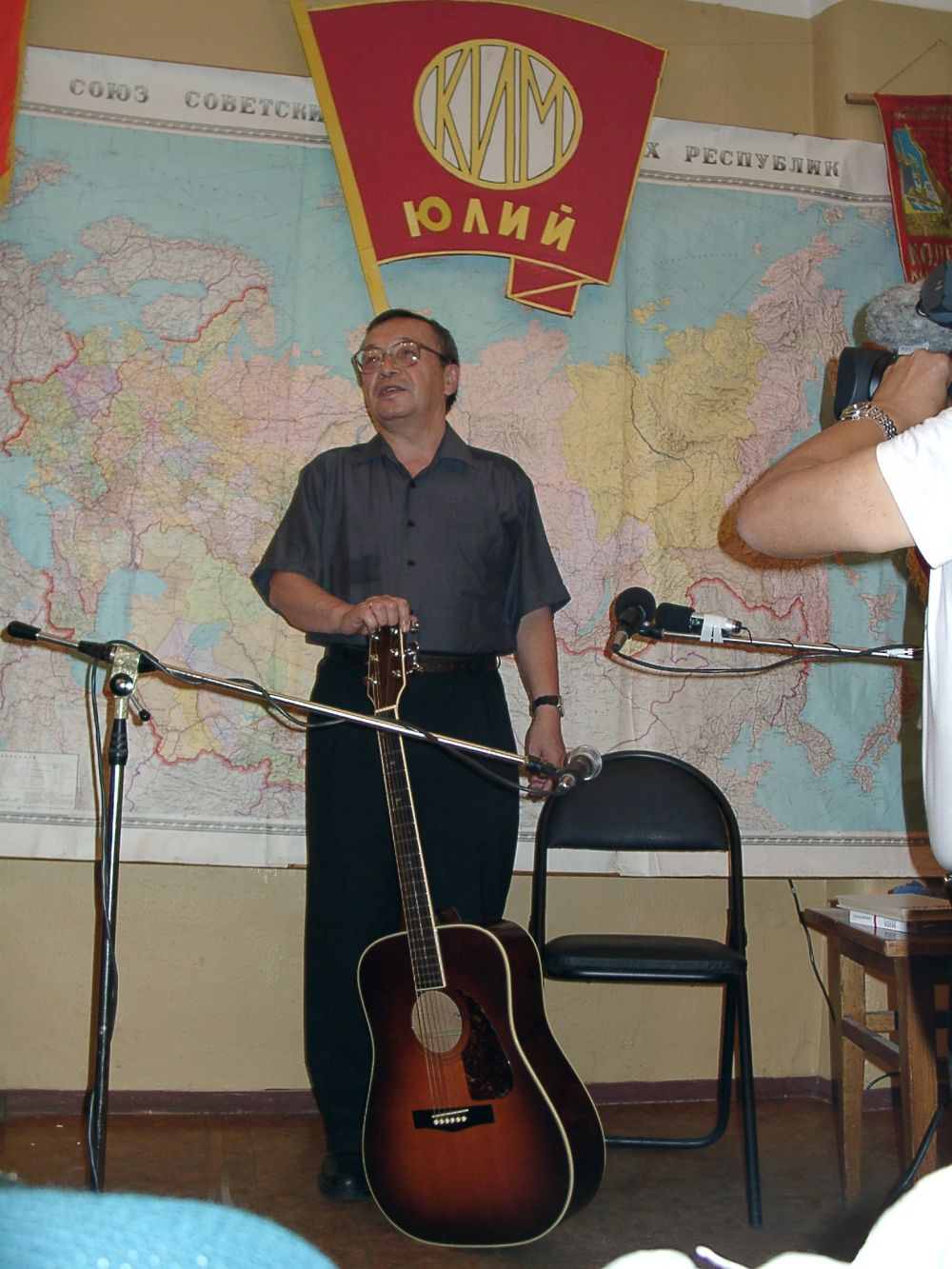
율리 킴

율리 체르사노비치 킴(러시아어: Ю́лий Черса́нович Ким, 1936년 12월 23일, 모스크바 ~)은 러시아의 시인이며 극작가이며 가수이다.
러시아 음유시가의 거장 율리 킴은 한국계 러시아인이다. 율리 킴은 1936년 12월 23일 모스크바에서 한국인 아버지 김철산과 러시아인 어머니인 니나 프세스바트스카야 사이에서 태어났다. 그의 아버지는 1908년부터 연해주에 살다가 1931년부터 모스크바에서 신문기자로 활동했으나 1937년에 일본의 간첩이라는 누명을 쓰고 1938년에 총살당했다. 교사였던 그의 어머니도 간첩의 아내라는 이유로 1938년에 체포돼 5년간 강제수용소 생활과 3년간 유형 생활을 겪어야 했다.
모스크바에 있는 친척집에서 자라 난 율리 킴은 1954년 모스크바 사범대학에 진학하여 역사와 철학을 전공하였으며 대학 시절 복권된 아버지의 죽음과 그에 얽힌 비밀을 알게 되었다. 그는 대학 선배였던 음유시인 유리 비즈보르에게 큰 영향을 받았으며 선배에게 배운 시와 노래를 통하여 스탈린 체제에 항거하며 인권운동을 시작하였다.
율리 킴은 대학졸업후 캄차카주 근교에서 교사로 근무했는데 반체제운동이 문제가 되어 교사생활과 모든 예술활동을 금지당하기도 했다. 그는 이름을 율리 미하일로프로 바꾸고 수많은 시와 노래를 발표하여 억압받는 러시아 민중들을 대변자가 되었으며 1968년부터는 교사를 그만두고 창작에 전념하여 600여 곡의 시와 노래를 발표하였고 수십편의 영화와 연극에 관여하였다.
율리 킴은 러시아 음유시가의 1세대로 알렉산드르 갈리치, 불라트 오쿠자바, 블라디미르 비소츠키와 함께 러시아의 4대 음유시인으로 불리며 그의 시는 러시아 초등학교 교과서에 실릴 정도로 사랑과 존경을 받고 있다. 러시아 4대 음유시인 중 유일하게 생존해 있는 그는 현재도 극작가로 활동하고 있다. 1998년부터 이스라엘에 거주하고 있는 그는 한국어를 못 하지만 2005년 10월에 한국을 방문해 연주회를 가졌다.